# Strategemata
Strategemata è un'opera di Frontino, una raccolta di esempi di stratagemmi militari della storia greca e romana, apparentemente utilizzati dai generali. 
Si ritiene che Frontino abbia scritto l'opera verso la fine del primo secolo dopo Cristo, costituita in realtà da commentarii di una sua opera perduta, il De re militari.
Frontino è più conosciuto come scrittore di ingegneria idraulica, ma ha una carriera militare di tutto rispetto. Negli Strategemata riporta in parte la propria esperienza di generale in Germania sotto Domiziano. Tuttavia, la maggior parte degli oltre cinquecento esempi da lui riportati sono meno recenti, e le somiglianze riscontrate con le versioni di altri autori romani quali Valerio Massimo e Tito Livio suggeriscono che egli attingesse principalmente a fonti letterarie.
L'opera è suddivisa in quattro libri, di cui tre sono senza dubbio di Frontino, mentre per le differenze di stile e di contenuti, e per le frequenti ripetizioni di cose già scritte nei libri precedenti, si dubita dell'autenticità del quarto.
La struttura dell'opera è la seguente:
- il libro primo tratta della preparazione al combattimento e le varie operazioni;
- il libro secondo tratta del combattimento vero e proprio;
- il libro terzo tratta dell'assedio di città;
- il libro quarto espone detti e fatti di celebri generali.

## Edizioni
- (FR) Les Stratagesmes, de la traduction de Nicolas Perrot sieur d'Ablancourt avec un petit traité de la bataille des Romains, À Paris, chez Louïs Billaine, 1664.
- Stratagemmi, Saggio introduttivo, trad. e commento di Immacolata Eramo, Premessa di Giusto Traina, Collana Classici greci e latini, Santarcangelo di Romagna, Rusconi, 2022, ISBN 978-88-180-3800-2.